# Неггерат (лунный кратер)
Кратер Неггерат (лат. Nöggerath) — крупный древний ударный кратер в юго-западной материковой части видимой стороны Луны. Название присвоено в честь немецкого минералога и геолога Иоганна Якоба Негеррата (1788—1877) и утверждено Международным астрономическим союзом в 1935 г. Образование кратера относится к нектарскому периоду.

## Описание кратера

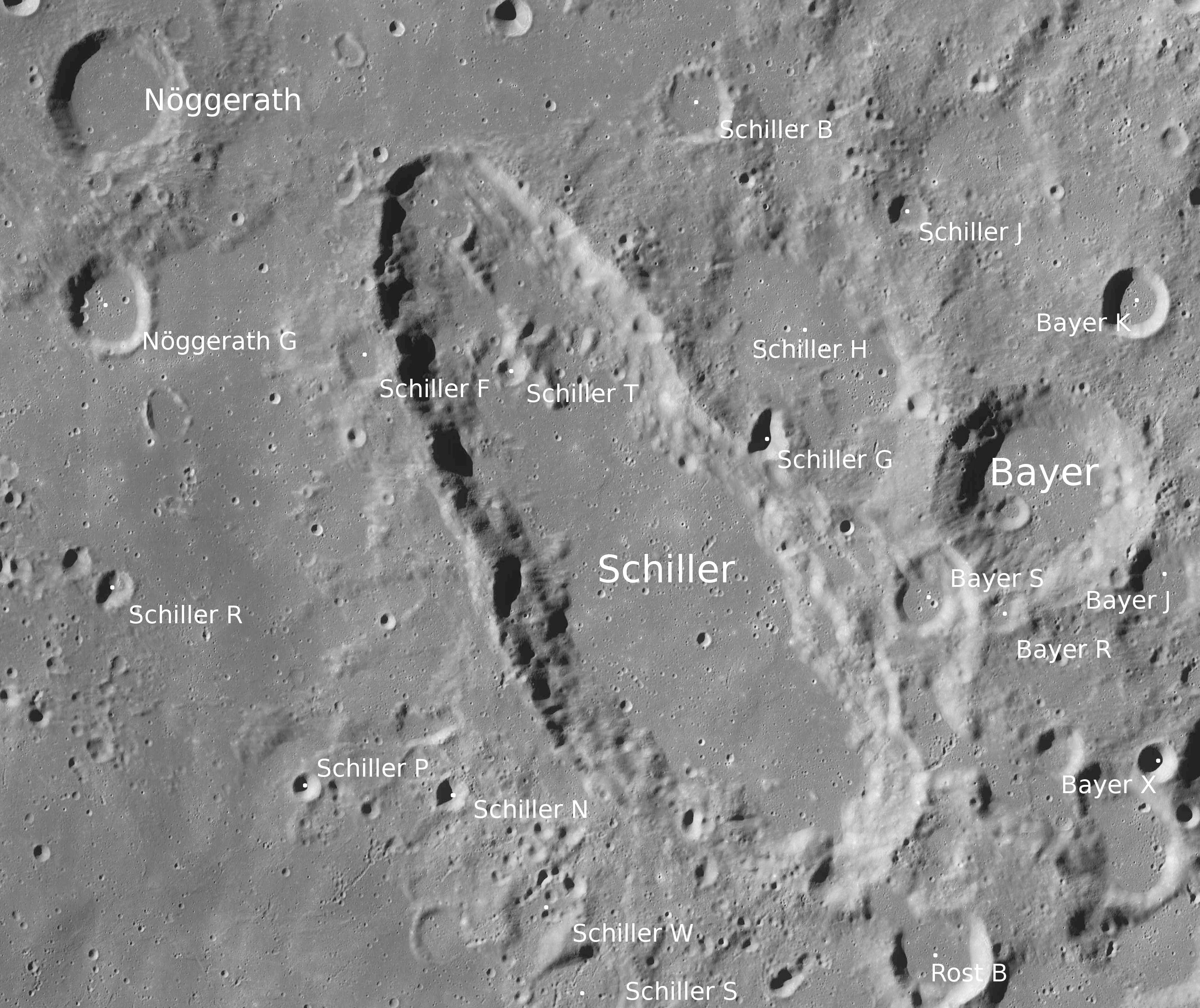
Окрестности кратера Негеррат. Снимок зонда Lunar Reconnaissance Orbiter.

Ближайшими соседями кратера являются кратер Несмит на западе; кратер Шиккард на северо-западе; кратер Ми на северо-востоке и кратер Шиллер на юго-востоке. Селенографические координаты центра кратера 48°49′ ю. ш. 45°50′ з. д. / 48,82° ю. ш. 45,84° з. д., диаметр 32,1 км, глубина 1940 м.
Кратер Неггерат имеет близкую к циркулярной форму и значительно разрушен. Вал сглажен и отмечен в восточной части множеством небольших кратеров. Внутренний склон гладкий в западной части, в восточной части просматриваются остатки террасовидной структуры. Высота вала над окружающей местностью достигает 920 м, объем кратера составляет приблизительно 610 км³. Дно чаши плоское, вероятно затоплено лавой, не имеет приметных структур.

## Сателлитные кратеры
| Неггерат | Координаты                                            | Диаметр, км |
| -------- | ----------------------------------------------------- | ----------- |
| A        | 47°55′ ю. ш. 43°31′ з. д. / 47,91° ю. ш. 43,52° з. д. | 6,9         |
| B        | 47°01′ ю. ш. 43°34′ з. д. / 47,02° ю. ш. 43,56° з. д. | 4,4         |
| C        | 45°50′ ю. ш. 43°12′ з. д. / 45,83° ю. ш. 43,2° з. д.  | 13,2        |
| D        | 47°16′ ю. ш. 41°38′ з. д. / 47,26° ю. ш. 41,63° з. д. | 13,9        |
| E        | 45°13′ ю. ш. 43°54′ з. д. / 45,22° ю. ш. 43,9° з. д.  | 6,2         |
| F        | 48°04′ ю. ш. 46°58′ з. д. / 48,07° ю. ш. 46,96° з. д. | 9,0         |
| G        | 50°16′ ю. ш. 45°56′ з. д. / 50,27° ю. ш. 45,94° з. д. | 23,2        |
| H        | 49°34′ ю. ш. 48°04′ з. д. / 49,57° ю. ш. 48,07° з. д. | 25,7        |
| J        | 48°29′ ю. ш. 48°01′ з. д. / 48,48° ю. ш. 48,01° з. д. | 17,2        |
| K        | 44°58′ ю. ш. 46°23′ з. д. / 44,97° ю. ш. 46,39° з. д. | 4,4         |
| L        | 45°12′ ю. ш. 47°18′ з. д. / 45,2° ю. ш. 47,3° з. д.   | 5,1         |
| M        | 44°05′ ю. ш. 46°41′ з. д. / 44,08° ю. ш. 46,68° з. д. | 10,6        |
| P        | 47°41′ ю. ш. 41°56′ з. д. / 47,69° ю. ш. 41,94° з. д. | 9,9         |
| S        | 44°27′ ю. ш. 46°17′ з. д. / 44,45° ю. ш. 46,28° з. д. | 6,9         |

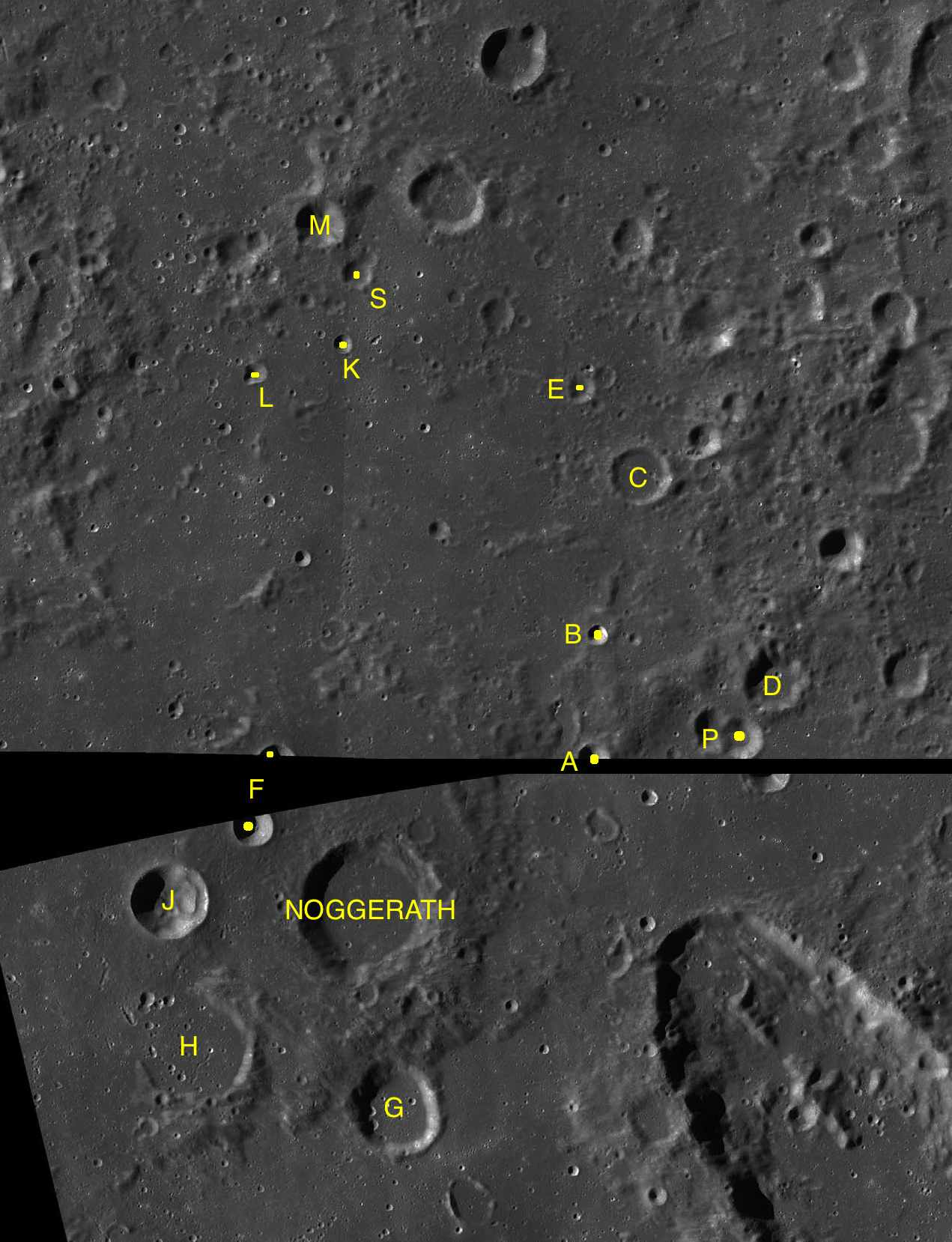
Фрагменты карт LAC-110, LAC-125.

- Сателлитный кратер Неггерат J включен в список кратеров с темными радиальными полосами на внутреннем склоне Ассоциации лунной и планетарной астрономии (ALPO)[5].

## См.также
- Список кратеров на Луне
- Лунный кратер
- Морфологический каталог кратеров Луны
- Планетная номенклатура
- Селенография
- Минералогия Луны
- Геология Луны
- Поздняя тяжёлая бомбардировка